# 奈良県道・京都府道753号月ヶ瀬今山線
奈良県道・京都府道753号月ヶ瀬今山線（ならけんどう・きょうとふどう753ごう つきがせいまやません）は、奈良県奈良市から京都府相楽郡南山城村に至る一般県府道である。

## 概要
奈良県奈良市月ヶ瀬尾山から京都府相楽郡南山城村大字北大河原に至る。
月ヶ瀬梅林で有名な月ヶ瀬と伊賀街道を結ぶ。途中の集落を抜ける区間は狭小で、運転には細心の注意が必要である。

### 路線データ
- 起点：奈良県奈良市月ヶ瀬尾山（三重県道・奈良県道・京都府道82号上野南山城線交点）
- 終点：京都府相楽郡南山城村大字北大河原（今山交差点、国道163号交点）

## 地理

### 通過する自治体
- 奈良県
  - 奈良市
- 京都府
  - 相楽郡南山城村

### 交差する道路
| 交差する道路                                 | 都道府県名 | 市町村名 | 市町村名 | 交差する場所 | 交差する場所      |
| -------------------------------------------- | ---------- | -------- | -------- | ------------ | ----------------- |
| 三重県道・奈良県道・京都府道82号上野南山城線 | 奈良県     | 奈良市   | 奈良市   | 月ヶ瀬尾山   | 起点              |
| 奈良県道214号月瀬三ケ谷線                    | 奈良県     | 奈良市   | 奈良市   | 月ヶ瀬長引   |                   |
| 国道163号 / 伊賀街道                         | 京都府     | 相楽郡   | 南山城村 | 大字北大河原 | 今山交差点 / 終点 |

### 交差する鉄道
- 関西本線

### 沿線
- 月ヶ瀬郵便局
- 奈良市立月ヶ瀬中学校
- 奈良市立月ヶ瀬小学校
- 奈良市立月ヶ瀬保育所
- 尾山代遺跡
- 長福寺
- 月ヶ瀬カントリークラブ
- 木津警察署高山駐在所
- 京都高山郵便局
- 高山ダム
- JR西日本 関西本線 月ケ瀬口駅
- 相楽東部広域連合立笠置中学校
- 相楽東部広域連合立南山城小学校、南山城保育所
- 道の駅お茶の京都みなみやましろ村（終点付近）